# Charles Marcel Aune
Pour les articles homonymes, voir Aune (homonymie).
Charles Marcel Aune est un peintre français né à Aix-en-Provence le 27 juin 1726 dans une famille de magistrats du Parlement et mort en Amérique en 1785.

## Biographie
Charles Marcel Aune est né le 27 juin 1726 à Aix-en-Provence de Jean Baptiste Joseph Aune et de Thérèse Boyer.
Son père est greffier audiencier en la chambre des requêtes des Eaux et Forêts du Parlement d'Aix.
Nommé directeur de la toute nouvelle École de dessin d'Aix-en-Provence avec Claude Arnulphy comme adjoint en 1765, il se caractérisa par un style influencé par Jean-Baptiste van Loo dont il se revendiquait.
À la mort d'Honoré-Armand de Villars, créateur de l'École de dessin, il intente une requête en 1770 aux administrateurs du pays pour recevoir une compensation à ses cours donnés bénévolement depuis 1770. Il obtient partiellement satisfaction.
En 1785, il partit soudainement "aux Amériques", après avoir réglé sa succession et laissé sa femme et ses enfants à Aix. Il mourut peu de temps après, sans qu'on sache exactement ni où, ni quand, ni dans quelles circonstances,.
Il est le beau-père de Jean-François Lieutaud.